# Фещенко Владислав Васильович
Владисла́в Васи́льович Фе́щенко — солдат Збройних сил України, учасник російсько-української війни, відзначився в ході російського вторгнення в Україну. 

## Нагороди
- орден «За мужність» III ступеня (2022) — за особисту мужність і самовіддані дії, виявлені у захисті державного суверенітету та територіальної цілісності України, вірність військовій присязі.